# Dale Evans
Dale Evans, nata Lucille Wood Smith (Uvalde, 31 ottobre 1912 – Apple Valley, 7 febbraio 2001), è stata un'attrice e cantautrice statunitense.

## Biografia

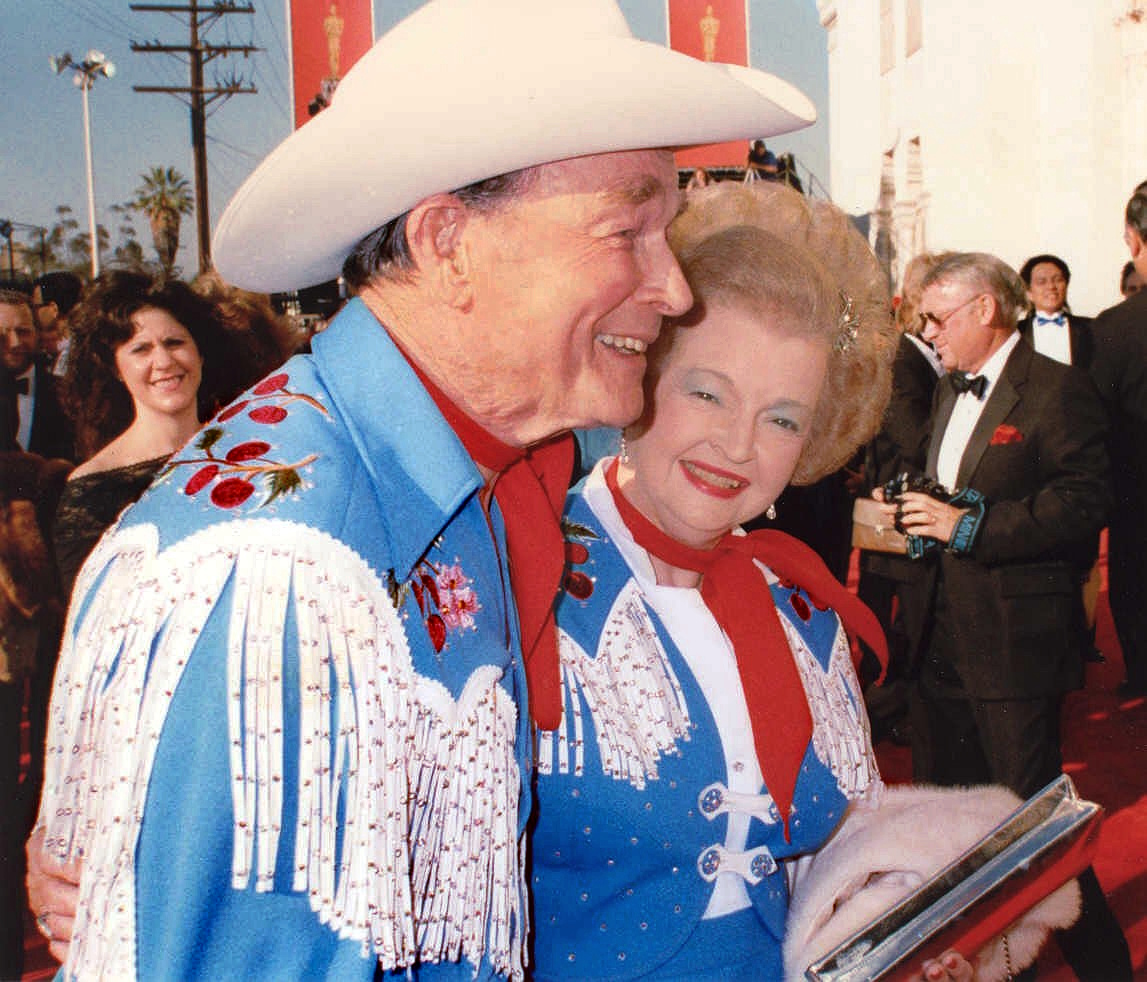
Dale Evans con il marito Roy Rogers nel 1989

Nata in Texas, appena quattordicenne si sposò per la prima volta con Thomas Fox, dal quale ebbe un figlio e da cui divorziò dopo due anni matrimonio. Incominciò la carriera come cantante nei primi anni trenta con il nome Dale Evans, facendosi un certo nome alla radio nei generi del jazz e dello swing.
Nel 1942 esordì nell'ambiente cinematografico prendendo parte al film Girl Trouble. Durante il decennio e nei successivi anni cinquanta recitò in numerosi film tra cui Trigger, il cavallo prodigio, Man from Oklahoma, Roll on Texas Moon, Under Nevada Skies, Rainbow Over Texas, Song of Arizona. Apache Rose, Heldorado, Swing Your Partner e Down Dakota Way.
Dopo altri due matrimoni falliti, nel 1947 sposò l'attore e cantante Roy Rogers, a cui fu legata per oltre cinquanta anni, fino al 1998, anno della morte di lui.
Lavorò anche per il piccolo schermo, in particolare quale presenza fissa nello show western di Rogers, The Roy Rogers Show (1951-1957) e in diversi programmi come The Dinah Shore Chevy Show, The Hollywood Palace, oltre allo show che la vide in coppia proprio con il marito, intitolato The Roy Rogers & Dale Evans Show (1962).
Negli anni settanta si dedicò prevalentemente alla musica, producendo anche album di musica religiosa.
È morta nel 2001 in California,all'età di 88 anni.
È inserita nella Hollywood Walk of Fame.

## Filmografia parziale
- Voglio essere più amata (Orchestra Wives), regia di Archie Mayo (1942)
- Girl Trouble, regia di Harold D. Schuster (1942)
- Terra nera (In Old Oklahoma), regia di Albert S. Rogell (1943)
- Cowboy and the Senorita, regia di Joseph Kane (1944)
- The Yellow Rose of Texas, regia di Joseph Kane (1944)
- Song of Nevada, regia di Joseph Kane (1944)
- San Fernando Valley, regia di John English (1944)
- Lights of Old Santa Fe, regia di Frank McDonald (1944)
- Utah, regia di John English (1945)
- Man from Oklahoma, regia di Frank McDonald (1945)
- Bells of Rosarita, regia di Frank McDonald (1945)
- Hitchhike to Happiness, regia di Joseph Santley (1945)
- Along the Navajo Trail, regia di Frank McDonald (1945)
- Sunset in El Dorado, regia di Frank McDonald (1945)
- Don't Fence Me In, regia di John English (1945)
- Song of Arizona, regia di Frank McDonald (1946)
- Rainbow Over Texas, regia di Frank McDonald (1946)
- Trigger, il cavallo prodigio (My Pal Trigger), regia di Frank McDonald (1946)
- Under Nevada Skies, regia di Frank McDonald (1946)
- Roll on Texas Moon, regia di William Witney (1946)
- Home in Oklahoma, regia di William Witney (1946)
- Heldorado, regia di William Witney (1946)
- Apache Rose, regia di William Witney (1947)
- Bells of San Angelo, regia di William Witney (1947)
- Down Dakota Way, regia di William Witney (1949)
- Susanna Pass, regia di William Witney (1949)
- The Golden Stallion, regia di William Witney (1949)
- Bells of Coronado, regia di William Witney (1950)
- Twilight in the Sierras, regia di William Witney (1950)
- Trigger, Jr., regia di William Witney (1950)
- South of Caliente, regia di William Witney (1951)
- Pals of the Golden West, regia di William Witney (1951)